# محمد القرني (لاعب كرة قدم مواليد 1981)
محمد القرني (مواليد 15 يوليو 1981) هو لاعب كرة قدم سعودي .
لعب سابقاً في أندية الفيصلي والشعلة و الدرعية والكوكب .

## وصلات خارجية
- محمد القرني
- slstat.com Profile
- محمد القرني على موقع Soccerway.com (الإنجليزية)